# Wakhan (rijeka)
Wakhan (afganski perzijski: آب واخان Āb-i-Wākhān; paštunski: واخان سیند Wākhān Sīnd; tadžički: واخاندريا Vaxondaryo) je naziv jednog od izvorišnih tokova rijeke Panj duž njene gornje dužine u okrugu Wakhan pokrajine Badahšan u Afganistanu.
Rijeka izvire u Hindukušu. Nastaje sutokom rijeka Wakhjir i Bozai u blizini Kašč Goza i Bazai Gonbada, udaljenog oko 40 km zapadno od prijevoja Wakhjir. Ubrzo nakon toga, Mali Pamir završava, a spojena rijeka se sužava u usku, duboku, brzu rijeku, omeđenu liticama i strmim brdima. Odavde su na obalama izrasle breze i smreke. 40 km zapadno kod Sarhad-e Broghila rijeka teče u dramatičnom bazenu 3 km širine. U tom području raste vrlo malo ili nimalo vegetacije, osim patuljaste vrbe.
Kod Sarhada se rijeka sužava u širu dolinu, koja je naseljenija. Rijeka izvire blizu sela Qila-e Panj, gdje sutokom s rijekom Pamir tvori rijeku Panj.